# Monan Mons
Il Monan Mons è una struttura geologica della superficie di Io.